# Ilsa, She Wolf of the SS
Ilsa, She Wolf of the SS (bra: Ilsa, a Guardiã Perversa da SS) é um filme de exploração canadense de 1975 sobre Ilsa, uma comandante sádica e sexualmente voraz de um campo de prisioneiros nazista. O filme é dirigido pelo cineasta americano Don Edmonds e produzido por David F. Friedman para a Cinépix Film Properties em Montreal. O filme é estrelado por Dyanne Thorne no papel-título, que é vagamente baseado em Ilse Koch, uma criminosa de guerra condenada e superintendente do campo de concentração de Buchenwald.
Após seu lançamento no início de 1975, o filme foi imediatamente recebido com grande controvérsia e escárnio da crítica, com Gene Siskel chamando-o de "o filme mais degenerado que já vi sendo exibido no centro da cidade". Críticas específicas foram dirigidas à violência gráfica do filme, que inclui representações de castração, flagelação, experimentação humana e muitas outras formas de tortura. O boca a boca se espalhou rapidamente, e o filme foi um sucesso financeiro considerável, tornando-se um filme básico em cinemas grindhouse e drive-in.
A popularidade do filme levou à criação de três sequências, em cada uma das quais Thorne reprisou seu papel. A infâmia do filme acabou evoluindo para um considerável culto de seguidores, com a personagem Ilsa se tornando um ícone da cultura pop onipresente com autoridade feminina "forte e agressiva". O filme é considerado uma das representações proeminentes do subgênero da exploitation nazista e, em menor grau, do subgênero da sexploitation.

## Sinopse
Em 1945, Ilsa é comandante de um campo de concentração nazista. Ela conduz experimentos científicos sádicos projetados para demonstrar que as mulheres são mais capazes de suportar dor do que os homens e, portanto, deveriam ter permissão para lutar no exército alemão. Uma autoritária sádica, Ilsa tem um apetite sexual voraz por homens, escolhendo um novo prisioneiro masculino a cada noite para dormir. Entretanto, devido à sua hipersexualidade, ela fica desapontada quando suas vítimas inevitavelmente ejaculam e prontamente as castra e as mata.

## Elenco
| Ator               | Personagem                         | Detalhes                      |
| ------------------ | ---------------------------------- | ----------------------------- |
| Dyanne Thorne      | Ilsa                               |                               |
| Gregory Knoph      | Wolfe                              |                               |
| Tony Mumolo        | Mario                              |                               |
| George Buck Flower | Binz                               | Creditado como C.D. Lafleuer  |
| Maria Marx         | Anna                               |                               |
| Nicolle Riddell    | Kata                               |                               |
| Jo Jo Deville      | Ingrid                             |                               |
| Sandy Richman      | Maigret                            |                               |
| Rodina Keeler      | Gretchen                           |                               |
| Richard Kennedy    | O General                          | Creditado como Wolfgang Roehm |
| Lance Marshall     | Richter                            |                               |
| Jacqueline Giroux  | Rosette                            |                               |
| Uschi Digard       | Prisioneira de Câmara Pressurizada | Não-creditada                 |
| Colleen Brennan    | Prisioneira ruiva                  | Não-creditada                 |
| Sandy Dempsey      | Prisioneira                        | Não-creditada                 |

## Produção

### Desenvolvimento
Depois que Love Camp 7 (1969), de Lee Frost e David F. Friedman, fez sucesso no Canadá, André Link e John Dunning, da Cinépix Film Properties, buscaram capitalizar produzindo seu próprio filme de exploitation com temática nazista. Dunning foi inspirado por registros históricos de experimentos médicos de guerra em seres humanos relutantes, mas também procurou adicionar uma vilã.
Dunning trabalhou no roteiro com o escritor John C. W. Saxton, inspirando-se em Ilse Koch, esposa do comandante do campo de concentração de Sachsenhausen e, mais tarde, de Buchenwald. Apelidada de “A Cadela de Buchenwald”, Koch foi acusada de vários crimes de guerra, incluindo um experimento no qual ela removeu a pele de prisioneiros tatuados para fazer móveis. A premissa central do filme, de Ilsa torturando mulheres para testar sua resistência à dor, era baseada em uma teoria médica de guerra de que as mulheres podiam suportar a dor e a punição melhor do que os homens, porque estavam mais bem equipadas devido à provação do parto.
Link e Dunning abordaram o produtor de Love Camp 7, David F. Friedman, para produzir, uma oferta que ele prontamente aceitou. Friedman era um veterano cineasta de exploitation, tendo produzido vários filmes de exploração sexual "roughie", bem como o seminal Blood Feast de Herschell Gordon Lewis . O diretor era Don Edmonds, um ator que começou a dirigir filmes de exploração sexual no início da década. Ilsa seria seu terceiro filme como diretor, depois de Wild Honey e Tender Loving Care. Edmonds mais tarde descreveu o roteiro como "a pior merda que já li".

### Seleção do elenco
A primeira escolha de Friedman para o papel principal foi Phyllis Davis. Quando ela se mostrou inviável, ele procurou Dyanne Thorne para interpretar a personagem homônima. Thorne foi uma dançarina de Las Vegas de longa data que estudou com Stella Adler e que na época trabalhava como motorista. Thorne se referiu ao roteiro como "horrível", mas aceitou o papel depois que um amigo recomendou Edmonds pessoalmente.
Para o papel do Dr. Binz, o pequeno assistente de Ilsa, Edmonds escalou seu colaborador anterior, George Buck Flower, que também trabalhou com Thorne e Friedman em várias funções como assistente de direção, diretor de elenco, decorador de cenário e assistente de produção. Flower também atuou como assistente de direção não-creditado. A aparência de Binz é baseada na de Magnus Hirschfeld, um sexólogo alemão pioneiro (embora o verdadeiro Hirschfeld fosse fervorosamente antinazista e antifascista).

### Filmagem
O filme foi rodado em nove dias no set de Culver City, na Califórnia, da série de TV Hogan's Heroes. A série terminou em 1971 e os produtores do programa deram permissão para que o filme fosse filmado lá quando souberam que o clímax do filme pedia que o cenário fosse destruído, economizando assim o custo de sua demolição.
Como o filme foi rodado nos Estados Unidos, ele não poderia se qualificar legalmente para o "Auxílio para Ganhos de Capital" da Corporação Canadense de Desenvolvimento de Filmes. Link e Dunning não foram creditados como produtores executivos.

### Pós-produção
Durante a edição, David Friedman decidiu colocar um aviso antes dos créditos de abertura do filme para dar um ar de legitimidade e, esperançosamente, evitar possíveis censuras e condenações, bem como acusações de pró-neonazismo. Diz o seguinte:
"O filme que você está prestes a ver é baseado em fatos documentados do Holocausto. As atrocidades mostradas foram conduzidas como 'experimentos médicos' em campos de concentração especiais durante o Terceiro Reich de Hitler. Embora os crimes contra a humanidade cometidos pelos nazistas e pela Schutzstaffel sejam historicamente precisos, os personagens retratados são composições de personalidades nazistas notórias; e os eventos retratados foram condensados em uma única localidade para fins dramáticos. Devido ao seu tema chocante, este filme é restrito ao público adulto. Dedicamos este filme com a esperança de que esses crimes hediondos e absolutamente HORRÍVEIS nunca mais aconteçam."

### Uso de pseudônimos
Vários membros importantes do elenco e da equipe foram creditados sob pseudônimos. David F. Friedman é creditado como "Herman Traeger", o roteirista John CW Saxton como "Jonah Royston" e os atores George Buck Flower como "CD Lafleuer" e Richard Kennedy como "Wolfgang Roehm". O editor creditado, Kurt Schnit (que parece "atalho" em alemão), provavelmente também era um pseudônimo, já que não se tem conhecimento de nenhum editor de filme da época, e ele não possui nenhum outro crédito de qualquer tipo.

## Lançamento
Ilsa teve amplo lançamento nos Estados Unidos e Canadá em outubro de 1975. Foi rejeitado pelo Conselho Britânico de Censura Cinematográfica em junho de 1975 e permanece inédito no país. Também foi proibido na Austrália e na Noruega. Nos Estados Unidos, o filme foi lançado principalmente em cinemas urbanos e grindhouse, como era prática padrão para muitos filmes de exploração da época.

## Recepção
Ilsa, She Wolf of the SS tem principalmente críticas negativas e detém uma classificação de 36% pelos críticos no Rotten Tomatoes com base em 11 avaliações, e 42% na avaliação dos usuários.
O Independent Film Journal escreveu: "Somente as mentalidades mais perigosamente sádicas conseguirão assistir voluntariamente mais de dez minutos de Ilsa, a Loba da SS, um catálogo gráfico e de revirar o estômago de atrocidades médicas nazistas que faz o Massacre da Serra Elétrica parecer um piquenique de domingo... Teatros que atendem ao menor nível de público possível podem ganhar muito dinheiro sujo. Outros seriam sábios em esquecê-lo."
Gene Siskel do Chicago Tribune deu ao filme zero estrelas de quatro e chamou-o de "o filme mais degenerado que já vi no centro da cidade... Ilsa funciona como um livro didático para estupradores e fanáticos por mutilações." Ele identificou os distribuidores do filme e os aconselhou a "vê-lo, porque tenho certeza de que eles o removeriam". Vincent Canby, do The New York Times, relatou ter abandonado o filme e escreveu que ele "poderia ser o pior filme de sexo e violência soft-core da década — e o mais engraçado. Ambientado em um campo de concentração nazista da Segunda Guerra Mundial, construído em um campo com uma aparência bem típica do sul da Califórnia. Quase dá para ouvir o tráfego da rodovia do outro lado da colina."
Dave Kehr do Chicago Reader descreveu o filme como "um acampamento autoconsciente feito no Canadá", que "não era notório até ser ferozmente denunciado na mídia de alto nível". O A.V. Club fez uma crítica mordaz ao filme, observando que ele "não tem absolutamente nenhum senso de humor que possa ir onde está a óbvia falta de propósito moral".

## Legado
Apesar de ter sido ridicularizado pela crítica, o filme tem seguidores cult, em grande parte devido à resistência do personagem principal e à atuação exagerada de Thorne. Dez anos após seu lançamento inicial, Ilsa, She Wolf of the SS ganhou o prêmio de Melhor Lançamento Alternativo no AVN Awards de 1985. A acadêmica de cinema, Rikke Schubart, avalia a personagem como feminista, escrevendo em Super Bitches and Action Babes: The Female Hero in Popular Cinema, 1970–2006: "ela não é uma heroína em nenhum sentido comum, mas é uma protagonista forte, ativa e agressiva que se tornou mítica na cultura ocidental".
A personagem é uma representação quintessencial da cultura pop do sadomasoquismo e da hipersexualidade, com Schubert escrevendo que "O uniforme, a aparência bela e áspera, o orgulho feroz e a crueldade fria são todas características da dominatrix, que aqui é, literalmente, uma 'cadela castradora'. Ela é uma criatura hipersexual, totalmente dedicada ao seu trabalho e sempre em busca de satisfação."

## Sequências

Coleção dos filmes da Ilsa.

Ilsa, She Wolf of the SS teve três sequências:
- Ilsa, a Guardiã do Harém dos Sheiks do Petróleo (1976) – a única sequência dirigida por Don Edmonds. O filme se passa em um reino sem nome do Oriente Médio nos tempos modernos, com Ilsa como supervisora do harém de um rico xeique.
- Ilsa, a Guardiã Malvada (1977) – direção de Jesús Franco. Wicked Warden não era originalmente uma entrada oficial na série, mas sim um filme europeu estrelado por Dyanne Thorne como uma personagem guarda de prisão semelhante chamada 'Greta'. Quando lançado na América do Norte, os direitos foram comprados pelos detentores oficiais dos direitos de Ilsa, que dublaram o filme para renomear a personagem principal Ilsa e incorporá-la como um lançamento oficial na série. É o único exemplar da série produzido na Europa.
- Ilsa, a Tigresa da Sibéria (também 1977) – dirigido por Jean LaFleur. O quarto e último lançamento, é o único filmado em locações no Canadá. É único entre as séries por sua estrutura de "dois atos", a primeira metade retratando Ilsa como comandante de um gulag siberiano na União Soviética, enquanto a segunda metade avança 20 anos para a Montreal moderna, onde Ilsa agora é proprietária de um bordel fugindo das autoridades soviéticas. Este filme foi produzido por Ivan Reitman e Roger Corman sob o pseudônimo compartilhado "Julius Parnell".

Nenhuma dessas sequências tem continuidade narrativa entre si, retratando Ilsa em locais e períodos de tempo muito diferentes e muitas vezes terminando em sua morte ou incapacitação.

## Na cultura popular
- No filme de terror de Jörg Buttgereit de 1989, Der Todesking, um personagem aluga um filme de exploração nazista chamado Vera – Todesengel der Gestapo (Vera, o anjo da morte da Gestapo, em tradução livre), que retrata um prisioneiro de campo de concentração sendo castrado por uma guarda prisional semelhante a Ilsa.[17]
- O filme Grindhouse de 2007 apresenta um trailer falso de um filme chamado Werewolf Women of the SS (Lobas da SS, em tradução livre), de Rob Zombie, cujos personagens foram descritos como semelhantes a Ilsa. A oficial principal, Eva Krupp (interpretada pela esposa de Zombie, Sheri Moon), também pode ser vista como uma personagem semelhante a Ilsa.[18]
- O episódio 4 (aos 43 minutos) da 2ª temporada da série de suspense Slow Horses, da Apple TV+, apresenta o personagem principal, Jackson Lamb, dizendo a um de seus agentes "por mais que eu goste da ideia de você bancar a Isla, a Loba da SS" para ele parar de confrontar um agente russo.